# Comuna Prîvillea, Kalanceak
Prîvillea (în ucraineană Привілля) este o comună în raionul Kalanceak, regiunea Herson, Ucraina, formată din satele Babenkivka Druha, Maksîma Horkoho, Prîvillea (reședința) și Verbove.

## Demografie
Componența lingvistică a comunei Prîvillea
     Ucraineană (89,98%)
     Rusă (7,97%)
     Belarusă (1,06%)
     Alte limbi (0,08%)
Conform recensământului din 2001, majoritatea populației comunei Prîvillea era vorbitoare de ucraineană (89,98%), existând în minoritate și vorbitori de rusă (7,97%) și belarusă (1,06%).